# Типтофт, Эдуард, 2-й граф Вустер
Эдуард Типтофт (англ. Eduard Tiptoft; 14 июля 1469 — 12 августа 1485) — английский государственный деятель, 3-й барон Типтофт и 2-й граф Вустер с 1470 года.
Эдуард Типтофт был единственным сыном Джона Типтофта, 1-го графа Вустера и 2-го барона Типтофта, от его третьего брака с Элизабет Хоптон. Он потерял отца в возрасте одного года (1470 год) и стал наследником его титулов и владений. Эдуард умер в возрасте 16 лет, не успев вступить в брак и оставить потомство. После этого графский титул вернулся короне, а баронский перешёл в состояние ожидания.